# Auguste Belloc
Auguste Belloc (ur. w 1800 w Montrabé, zm. w 1867 w Paryżu) – francuski fotograf.

## Życiorys
Uczęszczał do paryskiego liceum Louis-le-Grand. Z jego wczesną działalnością artystyczną wiążą się miniatury i akwarele, jednak szybko dokonał odkrycia fotografii. Był zafascynowany procesem mokrego kolodionu, jednak większość jego prac to dagerotypy.
Belloc posiadał własne studio w boulevard Montmartre 5, w którym powstawały liczne portrety, a przede wszystkim akty, z których słynie. Rozpowszechniał je w postaci wielu odbitek, sprzedając je spod lady. Trafiły one także w ręce paryskiej policji, tym samym Belloc stał się jedną z pierwszych osób, które miały problemy z prawem za działalność pornograficzną.
Znalazł się w grupie dagerotypistów specjalizujących się w tzw. academies – dagerotypach, które wychodziły naprzeciw potrzebom artystów: malarzy, rzeźbiarzy. Przedstawiały one akty wykorzystywane do studiów plastycznych, dzięki nim został ograniczony czas, w którym artyści współpracowali z modelami, a przy tym spadały koszty współpracy. Belloc kooperował z licznymi artystami, m.in. ze studentami ASP, a także z Alexandrem Clauselem, Gustave'em Courbetem, którego liczne obrazy powstały na podstawie fotografii Belloca, m.in. kontrowersyjny obraz Origine du monde, przedstawiający kobiece genitalia.
W 1853 Belloc wydał na własny koszt jego pierwszą książkę na temat fotografii: Traité théorique et pratique du procédé au collodion en photographie. Rok później przeniósł się do rue de Lancry 16 (jego drugie studio), gdzie utworzył fotograficzne drukowanie prasy. W 1855 został członkiem założycielem francuskiego Towarzystwa Fotograficznego. Zmarł w Paryżu w 1867.

## Galeria

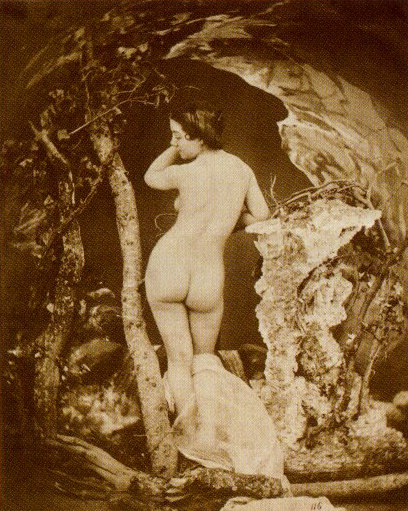
Baigneuse (ok. 1855)
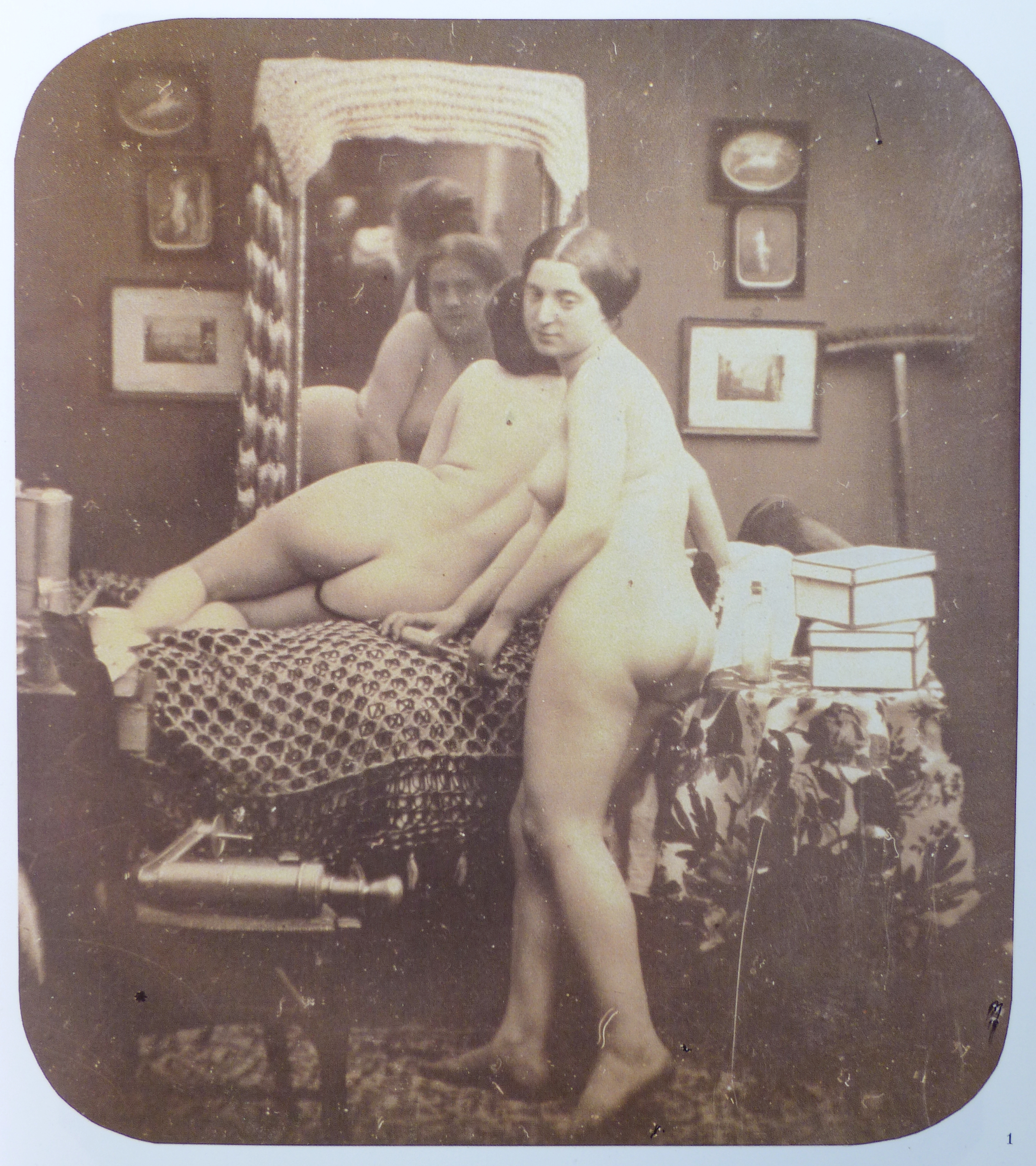
Dagerotyp stereoskopowy Belloca (ok. 1850–1855)